# Vărșag
Vărșag (in ungherese Székelyvarság) è un comune della Romania di 1 539 abitanti, ubicato nel distretto di Harghita, nella regione storica della Transilvania.
La maggioranza della popolazione (oltre il 98%) è di etnia Székely.